# Augustin Ehrensvärd (1887–1968)
Augustin Ehrensvärd, född 28 juni 1887 i Karlskrona, död 10 maj 1968 på Tosterups slott, var en svensk greve och ämbetsman.
Ehrensvärd avlade 1912 teologie kandidatexamen och 1914 kansliexamen vid Uppsala universitet och blev 1914 amanuens i Ecklesiastikdepartementet och 1921 andre kanslisekreterare där. Han blev 1931 tillförordnat kansliråd och 1936 kansliråd i Kunglig Majestäts kansli. Ehrensvärd var 1939–1952 kansliråd i Ecklesiastikdepartementet. Från 1931 var han chef för Ecklesiastikdepartementets akademibyrå. Ehrensvärd innehade flera sekreteraruppdrag hos sakkunniga och kommittéer och var 1927–1931 ledamot av Sveriges Nationella Ungdomsförbunds verkställande utskott. Åren 1939–1940 var han sekreterare och kanslichef i Finlandskommittén, 1941–1945 ledamot av dess arbetsutskott.Ehrensvärd blev riddare av Vasaorden 1931 och av Nordstjärneorden 1934 samt kommendör av andra klassen av Nordstjärneorden 1949.
Augustin Ehrensvärd var son till Carl August Ehrensvärd samt bror till Gösta och Carl August Ehrensvärd.